# Лысенков, Александр Николаевич
Александр Николаевич Лысенков (11 марта 1961 — 11 января 2004) — советский хоккеист, вратарь. Тренер

## Биография
Воспитанник ЦСКА. Выступал за команды СКА МВО Москва (1980/81), «Кристалл» Саратов (1981/82 — 1982/83), «Химик» Воскресенск (1983/84 — 1984/85), «Торпедо» Тольятти (1985/86 — 1986/87). В высшей лиге сыграл три сезона (1981/82, 1983/84 — 1984/85), провёл 64 матча.
Бронзовый призёр юниорского чемпионата Европы 1979 года. Серебряный призёр хоккейного турнира зимней Универсиады 1983 года. Победитель хоккейного турнира зимней Универсиады 1985 года.
Тренер в московских ДЮСШ «Марьино», «Вымпел».
Скончался 11 января 2004 года.